# Don Adams
|  | Per a altres significats, vegeu «Don Alden Adams». |

Don Adams   (Manhattan, 13 d'abril de 1923 - Beverly Hills, 25 de setembre de 2005) nascut Donald James Yarmy, era un actor estatunidenc més conegut pel seu paper com a Maxwell Smart (Superagent 86) en la sitcom de TV Get Smart (1965-1970, 1995), que també dirigia i escrivia. Adams va guanyar l'Emmy tres vegades consecutives per aquest personatge (1967-1969). També va assolir fama addicional per ser la veu de l'Inspector Gadget en els títols.

## Biografia
Adams va néixer com a Donald James Yarmy el 13 d'abril de 1923 a Manhattan, Nova York, fill de William Yarmy,un jueu hongarès, i la seva dona, Consuelo (de soltera Deiter) Yarmy. El seu pare era d'ascendència jueva hongaresa i treballava com a gerent de restaurant; la seva mare era irlandesa-americana. Donald i el seu germà Dick Yarmy van ser criats en la religió d'un dels dos pares: Don en la fe catòlica de la seva mare i Dick en la fe jueva del seu pare. Els germans tenien una germana gran, Gloria Ella Yarmy (més tard Gloria Burton), una escriptora que va escriure un episodi de Get Smart . Després de deixar els estudis a l'institut DeWitt Clinton de Nova York, va treballar com a acomodador de teatre. Més tard va comentar que no li servia gaire l'escola.
A finals de 1941, es va unir al Cos de Marines dels Estats Units. Yarmy es va presentar al Primer Batalló d'Entrenament a New River, Carolina del Nord, i després va ser assignat a la I Companyia del Tercer Batalló, Vuitè Marines a San Diego.
El maig de 1942, la unitat de Yarmy va ser transportada a Samoa per a un entrenament addicional i després va participar a la batalla de Guadalcanal l'agost de 1942 al Teatre d'Operacions del Pacífic. Contràriament a la llegenda urbana, no va ser ferit en combat, però sí que va contreure malària, una complicació greu de la malària, coneguda per una taxa de mortalitat del 90%. Yarmy va ser evacuat i després hospitalitzat durant més d'un any en un hospital de la Marina a Wellington, Nova Zelanda. Després de la seva recuperació, Yarmy va servir com a instructor de la Marina als Estats Units, amb el rang de caporal. Era un expert tirador i destacava per la seva competència.
Després del seu acomiadament el 1945, Yarmy va anar a Florida i va treballar com a còmic en un club de striptease, fent imitacions de famosos, però es va negar a fer material "blau" i va ser acomiadat. El 1947 es va casar amb Adelaide Constance Efantis (1924–2016), sobrenomenada "Dell", una cantant que interpretava el paper d'Adelaide Adams. Va decidir prendre el seu nom perquè els intèrprets eren cridats a les audicions per ordre alfabètic. Adams també va treballar com a artista comercial i caixer de restaurant per ajudar a mantenir la seva dona i les seves tres filles.
Adams més tard treballa com a còmic i mim, prenent el nom artístic de Don Adams després del casament amb la cantant Adelaide Efantis, que actuava sota el nom d'Adelaide Adams. Després del seu divorci, va continuar emprant el malnom "Adams", explicant (potser còmicament) que se'l va quedar perquè sempre acabava cansat en les audicions que anaven per ordre alfabètic, tot fent referència al seu Yarmy natal.
Moria a Los Angeles, Califòrnia, a l'edat de 82 d'una sobtada infecció de pulmons després d'una batalla amb limfoma d'ossos. Se'l va enterrar a Hollywood Forever Cemetery.

## Carrera
El seu treball a la televisió començava el 1954, quan guanya el Arthur Godfrey's Talent Scouts amb una comèdia verbal escrita pel seu amic d'infantesa Bill Dana. A més a més d'aparèixer en nombroses comèdies, varietats, i sèries dramàtiques, Adams tenia un paper a la sitcom de la NBC The Bill Dana Show (1963-65), amb un personatge de detectiu d'hotel gairebé idèntic al que prompte interpretaria a "Get Smart". El paper de l'hoteler era interpretat per Jonathan Harris, el qual més tard feia un paper de client a "Get Smart" el 1970.
Els projectes d'Adams després de "Get Smart" no van tenir el mateix èxit, incloent-hi la sèrie de comèdia The Partners (1971-1972), un concurs anomenat Don Adams´ Screen Test (1975-1976) i tres intents de reanimar a Maxwell Smart durant els anys 1980. Continuava fent la majoria dels seus ingressos en el seu treball en escena i en clubs. Tanmateix, astutament va escollir l'opció d'esdevindre co-propietari dels drets de "Get Smart", la qual cosa li va garantir una important font d'ingressos.
Don Adams també va posar veu a Tennessee Tuxedo and His Tales (1963-1966), però va ser més famós com la veu d'Inspector Gadget a la capçalera d'aquella sèrie de televisió (1983-1985) i l'Especial de Nadal; fins i tot va convertir-se en una forma animada per aparèixer en un episodi de The New Scooby-Doo Movies,emès per la CBS el 13 d'octubre de 1973. També va provar un retorn a la sitcom al Canadà, amb Check it Out! (1985), a la qual va estar durant tres anys, però sense assolir gaire renom fora del Canadà.
Adams manifestava en entrevistes que la seva famosa caracterització de veu de "clippy" era una exageració de l'estil de l'actor William Powell. Ocasionalment, també li agradava fer una imitació de Ronald Colman.
A la versió de la pel·lícula Inspector Gadget (1999), protagonitzada per Matthew Broderick, Adams era la veu del gos Brain en els crèdits finals.

## Vida personal
Don Adams es va casar i divorciar tres vegades, i va tenir set fills i filles. En el moment del seu allistament als Marines dels Estats Units, va indicar "cap" a la secció del formulari que preguntava sobre religió. Durant la seva difícil recuperació de la malaria, va tornar a la seva fe catòlica mentre pregava per sobreviure.
Adams es va divorciar d'Adelaide el 1960 i es va casar amb Dorothy Bracken, una actriu. Va deixar Bracken el 1977 per casar-se amb l'actriu Judy Luciano, amb qui va tenir un fill. Aquell matrimoni també va acabar en divorci. Va tenir set fills: Carolyn, Christine, Cathy, Cecily, Stacey, Sean i Beige. Cecily va morir de càncer de pulmó el 2004 i el seu fill Sean va morir el 2006 als 35 anys d'un tumor cerebral, un any després de la mort de Don Adams.
Adams va morir el 25 de setembre de 2005 al Centre Mèdic Cedars-Sinai de Los Angeles, Califòrnia. Patia d'un limfoma i una infecció pulmonar. La seva salut havia empitjorat després de la mort de la seva filla Cecily. Abans de la seva mort, Adams havia fet broma sobre no voler un funeral trist, preferint, segons va dir, que els seus amics es reuneixin "i em tornin a la vida".